# Pühavaimu 8
Pühavaimu 8 est un bâtiment de Pärnu en Estonie.

## Description
Pühavaimu 8 se compose de deux anciennes demeures construites côte à côte. La partie du bâtiment côté rivière s'appelle la maison de Heno, et la partie côté mer s'appelle la maison de Steiner.
Les deux anciennes résidences ont été classées monument culturel national.
Aujourd'hui, le batiment abrite l'école des arts de Pärnu (et).

## Histoire
La maison de Heno a été construite dans les années 1670 par le pharmacien Samuel Christian Heno, et en 1674 la maison du maire Franz Carl Steiner a été achevée. 
Steiner possédait également l'îlot urbain non construit devant le bâtiment, où il a aménagé un espace vert. 
Au XVIIIe siècle, un jardin a été construit à la place de l'espace vert, qui s'appelle aujourd'hui le jardin Steiner,.
Après la mort de Steiner, la maison et le jardin sont allés au marchand de Lübeck Peter Berg, décédé sans descendance en 1739. En 1741, sa veuve Agatha Bremer est courtisée par Hans Dietrich Schmidt, qui installe un bureau de commerce dans la maison Steiner. Schmidt était un marchand prospère et a également acheté la maison de Heno en 1757.
Le bâtiment a été utilisé par le bureau commercial de Hans Dietrich Schmidt jusqu'en 1940, date à laquelle l'entreprise a fermé ses activités à Pärnu. Pendant la Seconde Guerre mondiale, le bâtiment a été investi par la police.
En 1975, la maison de Heno a été gravement endommagée par un incendie. Dans les années 1978-1981, l'ensemble du bâtiment a été restauré selon les plans de Rein Raie.
En 1986, la maison des pionniers de Pärnu a emménagé dans le bâtiment, qui en 1989 a été rebaptisé maison des étudiants de Pärnu Pärnu Student House. 
Depuis 1999, le bâtiment héberge l'école des arts de Pärnu (et).

## Galerie

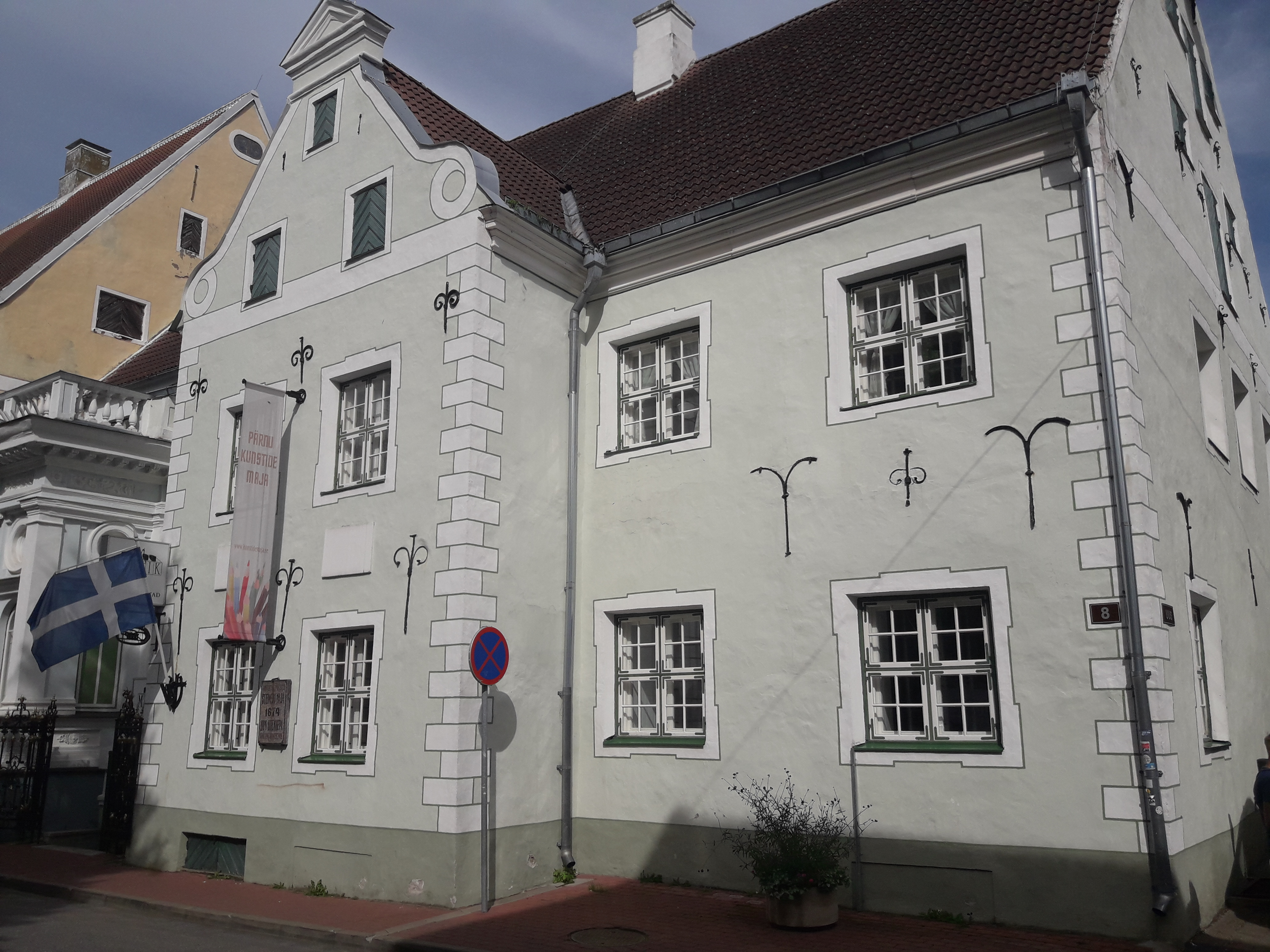
Maison de Steiner
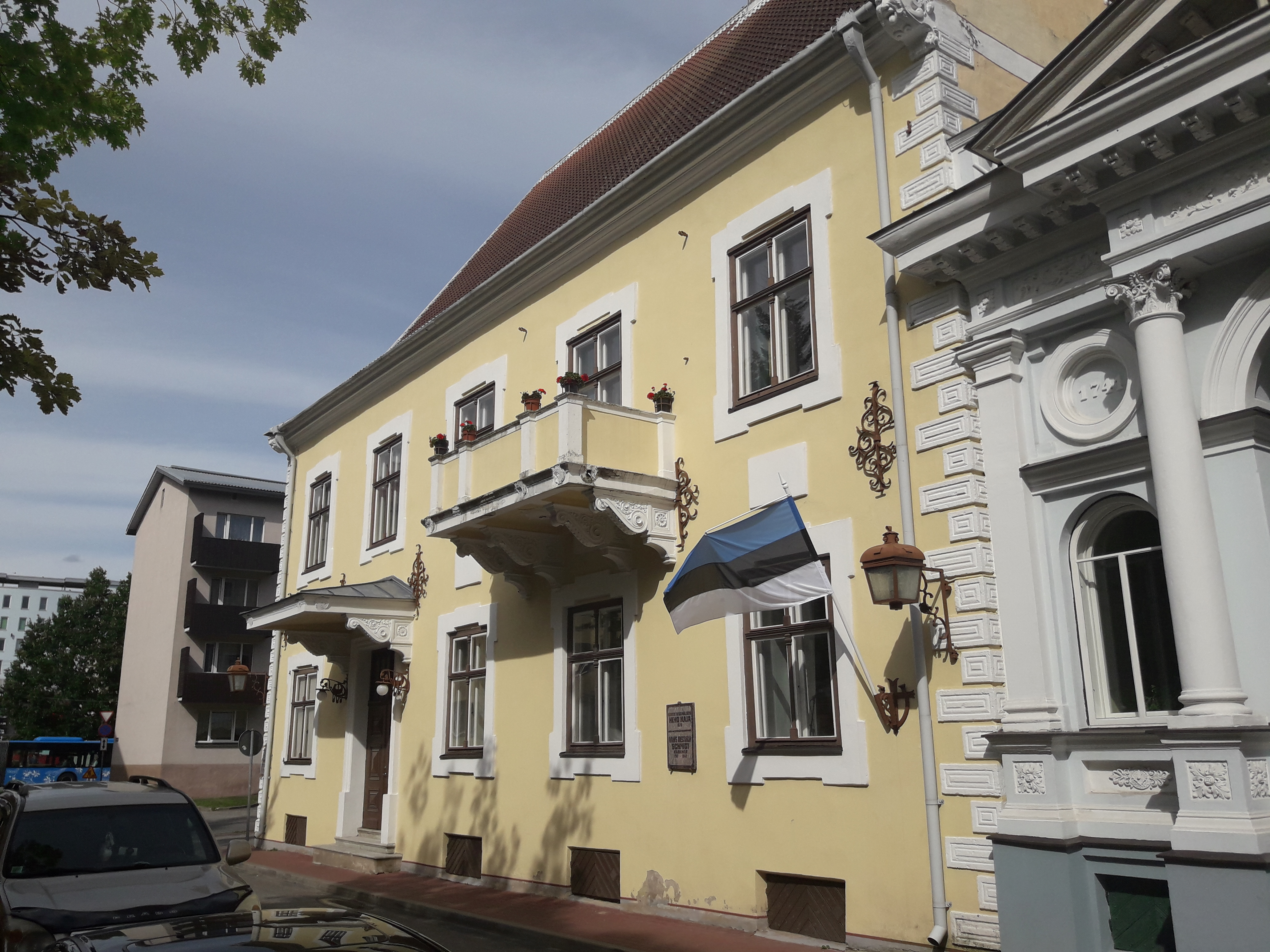
Maison de Heno.